# Cité-jardin de Tergnier
La cité-jardin de Tergnier construite à partir de 1919 est plus importante de celles créées par la Compagnie des chemins de fer du Nord après les destructions de la Première guerre mondiale.

## Fondation de la cité-jardin
La cité inaugurée en 1921 loge de 4200 à 4500 cheminots employés aux diverses activités de l'important centre ferroviaire de Tergnier, notamment le dépôt, la gare de triage et les ateliers de réparation des 3 divisions du réseau Nord, Exploitation, Traction et Voie, à l’exclusion de familles non liées au chemin de fer.
Cet ensemble est l’œuvre de Raoul Dautry ingénieur en chef de la voie qui en dessine le plan-masse. Celui-ci  comprend 3 places au centre de voies rayonnantes  représentant des roues de locomotive reliées par un axe longitudinal, figurant la bielle d’accouplement. 
Raoul Dautry adhérant au mouvement des équipes sociales créées par Robert Garric s’inspire de l’expérience urbanistique que pilote Guillaume de Tarde au Maroc.
La cité de 1400 logements, la plus importante des 36 de la Compagnie du Nord, s’étend sur des terrains de 110 hectares, à cheval sur les trois communes de Tergnier, Vouël et Quessy, offerts par le marquis de Lubersac, artisan de la loi du 15 août 1920 sur les coopératives de reconstruction, à la Compagnie du chemin de fer du  Nord. Propriété de la Compagnie, son territoire est donc juridiquement privé et situé à l’écart de l’agglomération. La cité-jardin est régie par un Conseil d’administration composé de trois fonctionnaires nommés par un comité de gestion parisien parmi les dirigeants locaux et d'agents élus par leurs camarades à raison d’un membre pour 50 ménages. Le conseil, guère représentatif (sur 24 membres en 1923, il comprend une majorité de cadres et d’agents de maîtrise et ne compte que 5 ouvriers), dispose d’un budget pour assurer les services généraux (enlèvement des ordures, éclairage, gestion des bains-douches, organisation de fêtes etc.) . 
L’accès au logement n’est délivré qu’après délivrance d’un bail au cheminot qui s’engage à « respecter le règlement d’ordre et de bonne tenue de la cité ». Par ailleurs, le cheminot révoqué perd son droit au logement dans la cité.

## Description
Les agents bénéficient d’un statut identique d’habitants. Les modèles types de maisons sont fonction de la taille de la famille, du foyer de célibataires à la maison de 6 pièces pour famille nombreuse, non du grade ou statut, sans ségrégation spatiale par catégorie. Chaque cheminot dispose d’un jardin de 4 à 5 ares comportant un poulailler-clapier en béton. 
Les équipements domestiques  sont conçus pour la femme maitresse de maison et mère au foyer, le chemin de fer n’employant quasiment aucune main d’œuvre féminine.
Les principaux équipements, bains-douches, écoles (y compris l’école d’apprentissage), économat, bibliothèque, poste, dispensaire-pharmacie, salles des fêtes, cinémas sont rassemblés sur la grande place centrale, la boulangerie, l’abattoir, les ateliers d’entretien de la cité, l’économat au bord de deux voies de desserte reliées aux installations ferroviaires, les terrains de sport, le parc et le cimetière sur les pourtours.

## Reconstruction
Après les destructions de 600 maisons et de 22 bâtiments publics par les bombardements anglo-américains de février 1944 visant les installations ferroviaires, un plan de reconstruction supervisé par l'architecte Urbain Cassan est établi, prévoyant l’abandon du modèle pavillonnaire au profit de petits collectifs en bandes, la création d’un centre-ville à caractère urbain et le désenclavement de cité par création d'une liaison directe avec le reste de l’agglomération. Ce projet est conforme aux options du Directeur de l’Urbanisme du Ministère de la Reconstruction qui indique dans une note que les Inspecteurs généraux de l’urbanisme  « doivent s’opposer à tout développement de groupes d’habitations ou de lotissements  affectés à une catégorie professionnelle déterminée ». Raoul Dautry Ministre de la Reconstruction en 1945, aurait souhaité une reconstruction  à l’identique  et exprime son hostilité à ce programme qui abolit le modèle de société cheminote fondé après la Première guerre mondiale.

## La cité actuelle
La cité comprend des immeubles collectifs de la reconstruction mais également de nombreux pavillons d'origine. La plupart  ont été rénovés et fortement transformés dans les années 1980. Les jardins potagers sont en majorité des pelouses ou jardins d'agrément. 
Le réseau viaire d'origine modifié lors de la reconstruction s'étend sur 26 km de rues et avenues. Plusieurs rues conservent le souvenir de son fondateur et de ses valeurs.

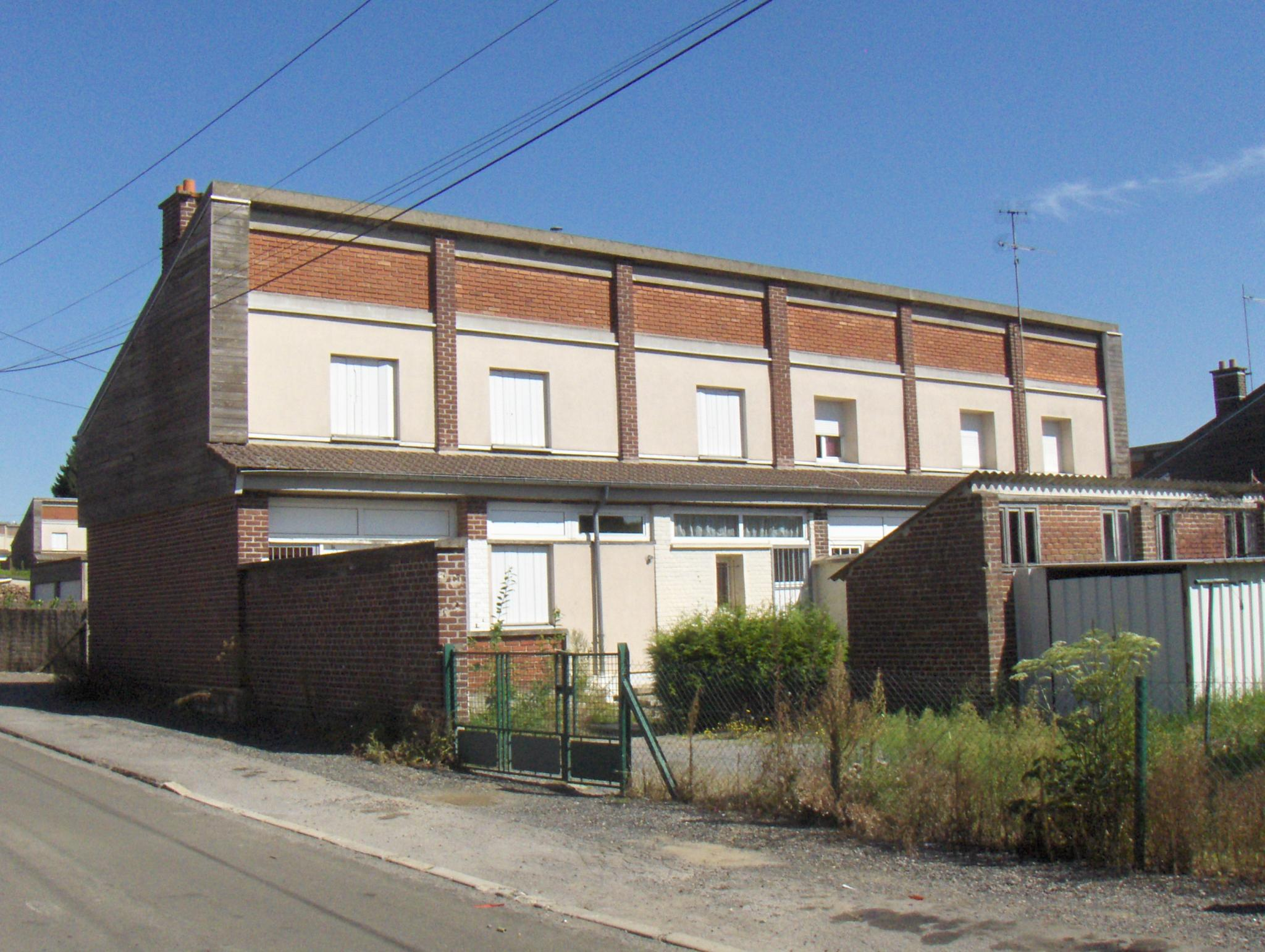
Immeuble collectif de la reconstruction
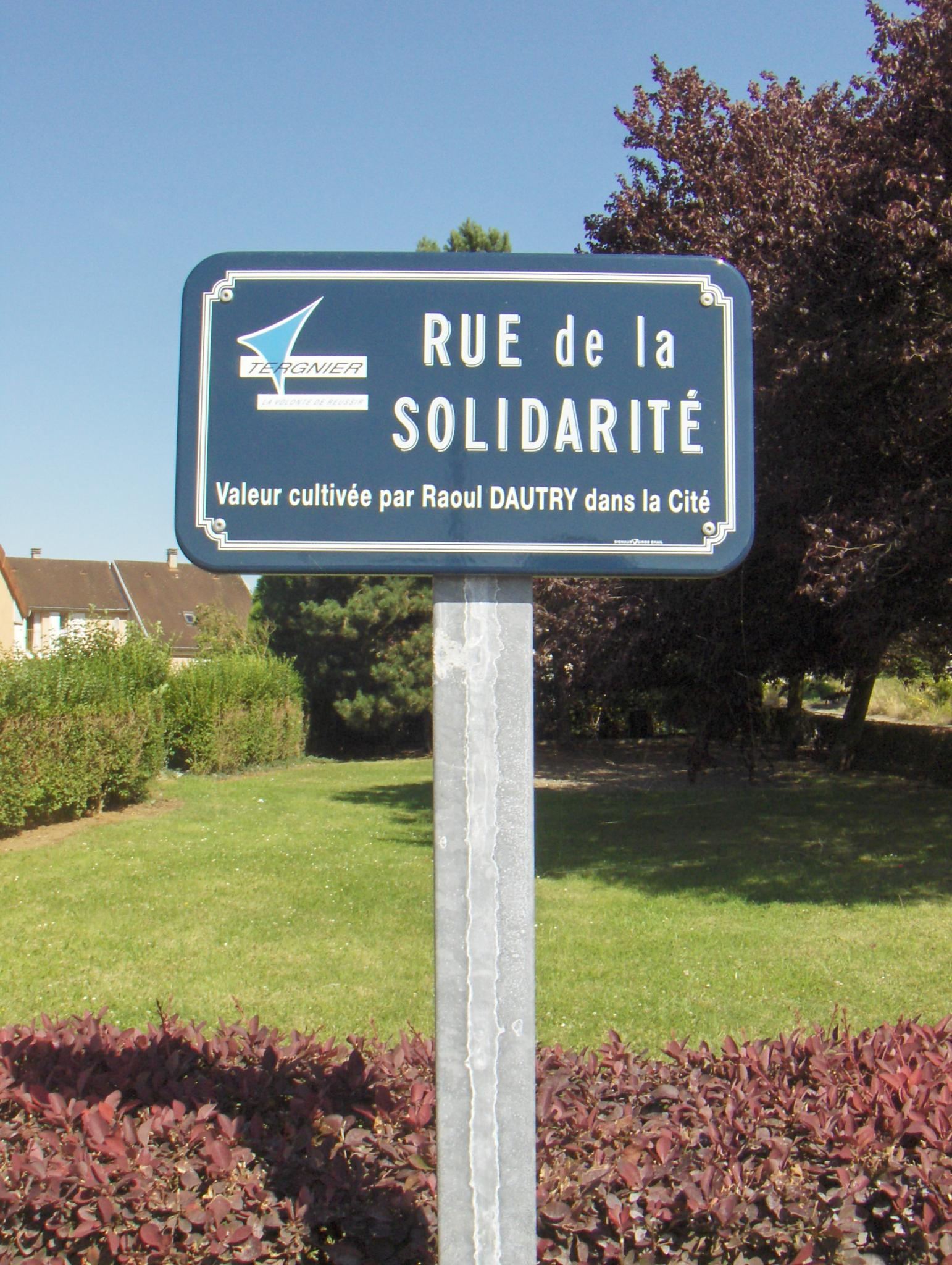
Rue de la Solidarité
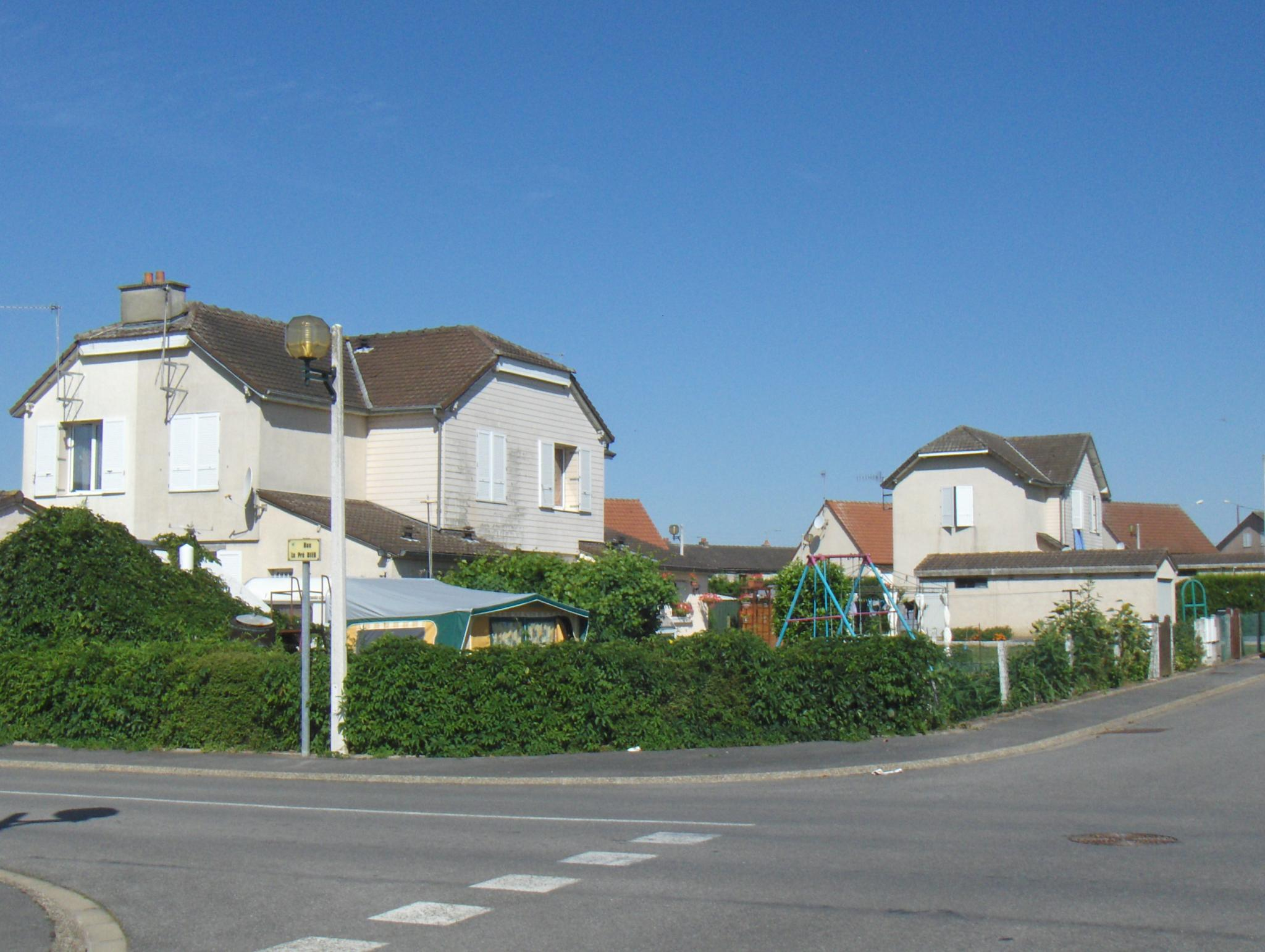
Maisons d’origine rénovées
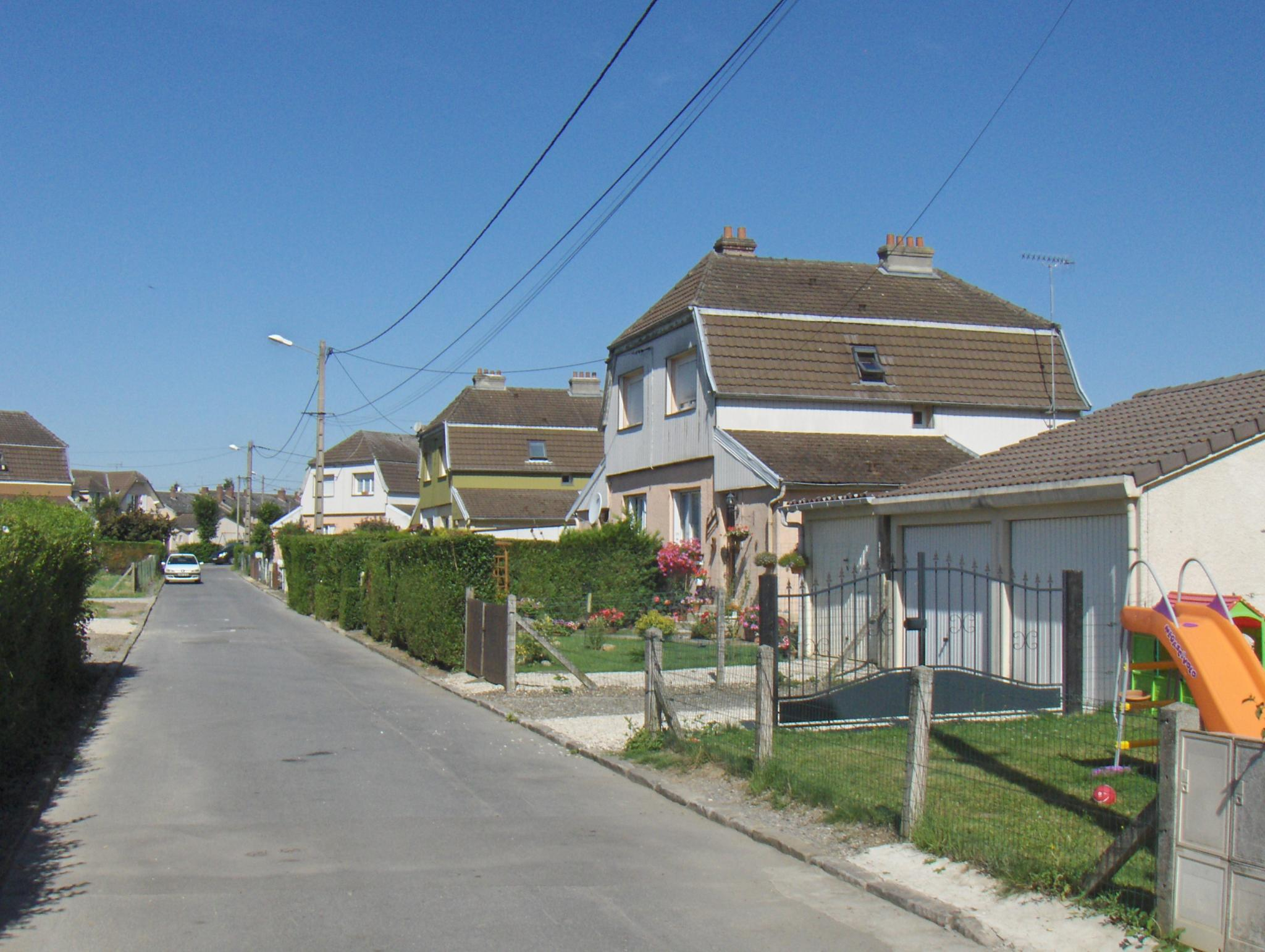